# الجدار الأطلسي
الجدار الأطلسي (بالألمانية: Atlantikwall)كان نظام تحصين وقلاع ساحلية بنيت بواسطة ألمانيا النازية بين الفترة 1942 و 1944 ممتدة على طول سواحل القارة الأوروبية و إسكندنافيا كدفاع ضد الهجمات المتوقعة من غزو التحالف أثناء الحرب العالمية الثانية.

## أنظر أيضا
- بنادق عبر القناة الإنجليزية